# 本村忠司
本村 忠司（もとむら ただし、1953年3月23日 - ）は、ラジオ大阪の元アナウンサーで現在は製作部ディレクター。愛称は「丼梅田」で、由来は丼梅田というマイクネームは香川登志緒が名付けたもの。

## 来歴・人物
富山県下新川郡出身。
京都産業大学卒業後の1975年に広島ホームテレビにアナウンサーとして入社、1977年にラジオ大阪に中途入社。以来数々の番組に出演した。
アマチュア無線が趣味だったこともあった。

## 過去の出演番組
- これが最先端（まっさき）ベストヒット100
- OBCヤングラジオ[1]
- みんなでみんなでリクエスト バンザイ!歌謡曲[1]
- ほいきたッ!ラジオ新鮮組
- OBCなんでもリクエスト
- 歌謡天国100
- 上方漫才への道他